# Ronnie Wallwork
Ronald „Ronnie“ Wallwork (* 10. September 1977 in Manchester) ist ein ehemaliger englischer Fußballspieler. Als zentraler Abwehr- und defensiver Mittelfeldspieler wurde er in seiner Heimatstadt bei Manchester United ausgebildet. Dort war ihm jedoch der sportliche Durchbruch stets verwehrt geblieben und nach diversen Leihstationen versuchte er im Jahr 2002 bei West Bromwich Albion einen Neuanfang. Das „Enfant terrible“, das nach einer Würgeattacke gegen einen Schiedsrichter im Jahr 1999 in Diensten von Royal Antwerpen kurzzeitig – bis zur teilweisen Aufhebung durch ein belgisches Gericht – lebenslang gesperrt war, fand aber auch dort nicht sein dauerhaftes Glück und beendete nach der Saison 2007/08 im Alter von nur 30 Jahren seine aktive Profilaufbahn. Größter sportlicher Erfolg war in der Saison 2000/01 der Gewinn der englischen Meisterschaft mit Manchester United, als ihn Trainer Alex Ferguson immerhin in insgesamt zwölf Premier-League-Partien einsetzte.

## Vereinslaufbahn

### Manchester United (1993–2002)
Geboren in Newton Heath, dem Zentrum und ehemaligen Namensgeber von Manchester United in dessen Ursprungszeit, war Wallworks enge Verbindung zu den „Red Devils“ seit frühester Kindheit nahezu unvermeidlich. Er besuchte außerdem die nationale Fußballakademie des englischen Verbands in Lilleshall und begann im April 1993 offiziell seine Ausbildung bei Manchester United. Zwischen 1994 und 1997 durchlief er diverse Nachwuchsmannschaften des Klubs und gewann 1995 an der Seite von Kapitän Phil Neville die Jugendausgabe des FA Cups, den FA Youth Cup. Im März 1995 unterzeichnete er seinen ersten Profivertrag und nach guten Leistungen ehrte ihn sein Klub 1996 zum besten Jungprofi.
Zu Beginn der Saison 1997/98 eroberte sich Wallwork einen Stammplatz in der Reservemannschaft und am 25. Oktober 1997 wechselte ihn Trainer Alex Ferguson beim 7:0-Sieg gegen den FC Barnsley zur Mitte der zweiten Halbzeit erstmals in die A-Mannschaft ein. Um dauerhaft Erfahrung im Profifußball zu sammeln, lieh ihn Ferguson im weiteren Verlauf der Spielzeit dann zweimal aus. Zunächst verbrachte er gut zwei Monate bei Carlisle United, wo ihm gegen Southend United auch sein erstes Tor gelang, und später folgten weitere sieben Partien für Stockport County.
Die Kooperation zwischen Manchester United und Royal Antwerpen sorgte dafür, dass Wallwork in der folgenden Saison 1998/99 den belgischen Zweitligisten ab kurz vor der Jahreswende im Aufstiegskampf unterstützte. Nachdem der Einzug in die Play-off-Spiele gelungen war, war hier R.A.A. La Louvière Endstation. Weitaus gravierender waren jedoch die Geschehnisse nach dem Schlusspfiff, als der erzürnte Wallwork Schiedsrichter Amand Ancion „an die Gurgel ging“ und dafür im Nachgang mit einer lebenslangen Sperre belegt wurde – er selbst plädierte auf unschuldig und sprach von einer Verwechslung. Dass diese Verbannung anschließend faktisch annulliert wurde – wie auch im Falle seines Mannschaftskameraden Danny Higginbotham, der für ein Jahr aus dem Verkehr gezogen werden sollte –, lag daran, dass die Reststrafe nach einer Verkürzung nur noch bei drei Jahren lag (davon zwei auf „Bewährung“) und diese auch nur in Belgien zur Anwendung kommen sollte.
So führte Wallwork seine Karriere unbeirrt in Manchester fort und kam in der Saison 1999/2000 zumeist im defensiven Mittelfeld zu weiteren Einsätzen als „Joker“, wozu auch der Auswärtssieg beim FC Liverpool in Anfield im September 1999 zählte. Sein erfolgreichstes Jahr in Manchester folgte in der Saison 2000/01, als er – wenngleich in der Regel nicht in der Anfangsformation stehend – zwölf Mal in der Liga zum Zuge und ihm damit nach dem Gewinn der englischen Meisterschaft eine offizielle Medaille zustand. Es zeigte sich jedoch schnell, dass Wallwork keine dauerhafte Perspektive eröffnet werden konnte und mit Neuverpflichtungen wie Laurent Blanc in der Abwehr und Juan Sebastián Verón im zentralen Mittelfeld rückte er ins sportliche Abseits. Sein letzter Auftritt für „United“ war am 26. Januar 2002 in der vierten Runde des FA Cups, in der er gut eine Stunde gegen den FC Middlesbrough agierte, bis ihn Trainer Ferguson gegen Ryan Giggs austauschte. In insgesamt sieben Jahren standen für ihn nur 28 Pflichtspiele zu Buche und im Sommer 2002 lief sein Vertrag aus.

### West Bromwich Albion (2002–2008)
Nächste Station war West Bromwich Albion, das gerade erst in die Premier League aufgestiegen war. Wallwork, der die erste Neuverpflichtung von Trainer Gary Megson nach dem Erstligaaufstieg gewesen war, kam in den ersten drei Partien noch „von der Bank“ und stand beim 1:0-Heimsieg gegen den FC Fulham dann erstmals in der Startformation. Obwohl er in 27 von 38 Ligapartien dabei war und im defensiven Mittelfeld kämpferisch gute Leistungen zeigte, blieb ihm ein Stammplatz zumeist verwehrt und am Ende stieg er mit seinem neuen Klub wieder in die Zweitklassigkeit ab. Während der Spielzeit 2003/04 fiel Wallwork weiter in der Hackordnung zurück, kam in der ersten Saisonhälfte in nur fünf Ligapartien zum Einsatz und wurde schließlich im Januar 2004 für anfänglich einen Monat an Bradford City ausgeliehen. Bei den „Bantams“ war er im rechten Mittelfeld sofort eine Verstärkung, schoss bei seinem Debüt gegen Crystal Palace ein Tor und kehrte nach Ablauf der ersten Leihphase ein weiteres Mal nach Bradford zurück. Aufgrund der taktischen Vorgabe des dortigen Trainers Bryan Robson, sich häufiger in die Angriffsaktionen mit einzuschalten, bewahrte er sich mit insgesamt vier Treffern in sieben Ligaspielen seine neu entdeckte Torgefährlichkeit, bis ihn die Fraktur eines Zehs stoppte und er vorzeitig zu „WBA“ zurückberufen wurde. Während er dort verletzungsbedingt pausierte, stellten seine Mannschaftskameraden von West Bromwich Albion den Wiederaufstieg in die Premier League sicher.
In der höchsten Spielklasse blieben Wallworks Einsatzmöglichkeiten zunächst weiter beschränkt, bis Trainer Megson im November 2004 ausgerechnet durch Bryan Robson ersetzt wurde, der Wallwork bereits in Bradford erfolgreich trainiert hatte. Sofort beförderte ihn der neue Trainer zur neuen „Schaltzentrale“ im Mittelfeld und Wallwork war in der zweiten Saisonhälfte plötzlich unumstrittener Stammspieler. Mit einem Sieg am letzten Spieltag gegen den FC Portsmouth gelang der Klassenerhalt und die neue Führungspersönlichkeit erhielt neben der vereinsinternen Auszeichnung zum besten Spieler der abgelaufenen Saison einen neuen Vertrag bis Juni 2007. Es folgte ein weiteres Jahr als Schlüsselspieler und zeitweiliger Mannschaftskapitän von WBA, wenngleich ihm nach seinen 31 Ligaeinsätzen der erneute Verbleib in der Premier League nicht mehr vergönnt war und er somit in die zweitklassige Football League Championship abstieg. Obwohl ausgestattet mit einer weiteren Vertragsverlängerung bis zum Ende der Saison 2007/08, verschlechterten sich seine Perspektiven in der Spielzeit 2006/07 ein weiteres Mal. Schuld daran war ein erneuter Trainerwechsel im Oktober 2006, als Tony Mowbray auf Wallworks „Mentor“ Robson folgte. Mowbray zog ihm fortan andere Mittelfeldspieler vor, wobei er vor allem auf Jonathan Greening vertraute, den er von der Außenposition ins Zentrum verschob. Wallwork wechselte Ende November 2006 auf Leihbasis zum FC Barnsley. Bevor er dort jedoch richtig Fuß fassen konnte, musste er gut zwei Monate wegen eines Vorfalls außerhalb des Sports pausieren. Am 30. November 2006 wurde Wallwork von einem Ex-Freund seiner Lebensgefährtin in einem Klub in Manchester tätlich angegriffen und mit mehreren Stichen in Hand, Rücken und Bauch verletzt. Die glücklicherweise nicht lebensgefährlichen Wunden verheilten relativ schnell und Ende Februar 1997 feierte er mit dem Reserveteam von WBA sein Comeback.
Die Saison 2007/08 war die letzte Profispielzeit in der Laufbahn von Ronnie Wallwork. Da er sich bei West Bromwich Albion weiter auf dem sportlichen Abstellgleis befand, lieh man ihn Ende September 2007 ein weiteres Mal aus. Andy Ritchie, der bereits in Barnsley das Leihgeschäft eingefädelt hatte, war nun Trainer von Huddersfield Town und machte Wallwork zu seinem verlängerten Arm im Mittelfeldzentrum. Die Maßnahme schlug sich in verbesserten Resultaten nieder und die jeweils einmonatige Leihperiode wurde zweifach um den jeweils gleichen Zeitraum bis zum Jahresende verlängert. Ablösefrei wechselte Wallwork dann im Januar 2008 zu Sheffield Wednesday. Dort verlor er aber schnell seinen Platz an den ebenfalls neu verpflichteten Adam Bolder und nach nur sieben Pflichtspielen gingen Wallwork und sein neuer Verein wieder getrennte Wege. Ein letzter Versuch des 30-Jährigen im August 2008, alternativ bei Carlisle United unterzukommen, scheiterte, da ihn der dort aktive Trainer John Ward als „nicht stark oder fit genug“ für den Fußballsport auf diesem Level einstufte.

## Internationale Einsätze
Im Sommer 1997 war Wallwork im Kader der englischen U-20-Auswahl, die an der Junioren-Fußballweltmeisterschaft in Malaysia teilnahm. Er absolvierte dort alle vier Partien, wozu die sämtlich gewonnenen drei Gruppenspiele und die anschließende Achtelfinalniederlage gegen Argentinien gehörten. Mögliche Einsätze in der englischen A-Nationalmannschaft standen während seiner aktiven Laufbahn zu keinem Zeitpunkt zur Debatte.

## Erfolge
- Weltpokal: 1999
- Englische Meisterschaft: 2001
- FA Youth Cup: 1995